# Aegocera flavifascia
Aegocera flavifascia är en fjärilsart som beskrevs av Jordan 1913. Aegocera flavifascia ingår i släktet Aegocera och familjen nattflyn. Inga underarter finns listade i Catalogue of Life.